# Respect (chanson d'Alliance Ethnik)
Pour les articles homonymes, voir Respect (homonymie).
Singles de Alliance Ethnik
The Playback
(1994) Simple et funky
(1995)
Pistes de Simple et Funky
Intro L'union du son
Respect est le premier single et le plus gros succès du groupe de rap français Alliance Ethnik. Les ventes de ce single sont estimées à 357 000 exemplaires. Le morceau contient des « échantillons » (sample) de It's Good to Be the King Rap Pt. 1 de Mel Brooks, de Back Together Again de Roberta Flack et Donny Hathaway et une petite interpolation de Life's A Bitch du rappeur américain NaS. La voix féminine est celle de Vinia Mojica qui a par le passé travaillé avec le groupe de rap américain De La Soul.

## Classement
| Pays                                    | Meilleure position |
| --------------------------------------- | ------------------ |
| Allemagne (Media Control AG)            | 73                 |
| Autriche (Ö3 Austria Top 40)            | 25                 |
| Belgique (Wallonie Ultratop 50 Singles) | 1                  |
| France (SNEP)                           | 2                  |
| Suède (Sverigetopplistan)               | 30                 |

## Certifications
| Pays   | Organisme | Certification |
| ------ | --------- | ------------- |
| France | SNEP      | Or            |